# 晴時多雲
《晴時多雲》（英語：Partly Cloudy）是一部由皮克斯動畫工作室製作的短片。導演為彼得·孫，監製則為Kevin Reher。在電影《沖天救兵》播映前播放。

## 故事內容
在每一天，天空中高兴的雲朵們創造出不同的生物（例如是人类婴儿、小貓和小狗）。完成後，雲朵便會透過鸛把他們送給家長。不过，一朵名叫「Gus」的孤独的灰雲擁有著一個与众不同的任務——創造一些較為「不讨人喜爱」的小動物，这些小动物往往会长着刚刺、利齿并且非常桀骜不驯。为Gus递送这些小动物的鹳名叫Peck，他每次会为此深受其害：包括被鳄鱼咬、被大角羊顶、被豪猪刺。当Peck发现他的下一项递送任务是一条小鲨鱼后，他感到非常害怕并飞跑了。这使得Gus感到被拒绝因此非常沮丧生气，他释放出一束短促的雷暴，然后他的哭泣在他的下方形成了雨。出乎Gus意料的是，在此时Peck竟然回来了，并带回了一个橄榄球头盔和垫肩。这些装备是另一朵雲为他订做的，目的是为了保护他不受伤害，并向Gus证明他没有被抛弃。Gus顿时非常高兴，并给了Peck一条电鳗作为递送任务。虽然有这些装备的保护，Peck仍然遭到了电击；不过除此之外，Peck的工作情绪一直相当高涨（虽然略显疲惫）。